# Maria von Paumgartten Deane

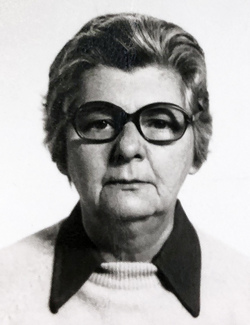
Retrato de Maria José von Paumgartten Deane

Maria José von Paumgartten Deane (Belém, 24 de julho de 1916 – Rio de Janeiro, 13 de agosto de 1995) foi uma médica, cientista e professora brasileira.
Maria Deane é considerada uma das principais representantes do pioneirismo feminino na ciência brasileira. Ao longo de 58 anos de carreira deu contribuições importantes para o conhecimento dos vetores, hospedeiros e mecanismos de transmissão de várias doenças, particularmente aquelas de origem parasitária, como leishmaniose visceral, malária, filariose e doença de Chagas. Publicou mais de 150 artigos científicos em periódicos especializados nacionais e estrangeiros.

## Biografia
De ascendência austríaca, italiana e portuguesa, nasceu no dia 24 de julho de 1916, em Belém, capital do estado do Pará, filha de Segismundo von Paumgartten e Adelaide Rodrigues von Paumgartten. Durante a infância e adolescência estudou em Belém no Colégio Paumgartten (1921-1925) e no Ginásio Paes de Carvalho (1926-1931).
Em 1932, aos 15 anos, ingressou na Faculdade de Medicina e Cirurgia do Pará, atual Universidade Federal do Pará, onde se formou em 1937.Três anos depois, em Fortaleza, Ceará, casou-se com o cientista paraense Leônidas de Mello Deane, seu colega de faculdade, com quem teve uma única filha. Ao lado do marido percorreu o Brasil estudando as doenças endêmicas causadas por parasitas. Dessa parceria surgiram trabalhos inovadores sobre Parasitologia e Entomologia Médica. Atuou no Instituto de Patologia Experimental do Norte, atual Instituto Evandro Chagas, no Serviço de Malária do Nordeste, no Serviço Especial de Saúde Pública, entre outras instituições.
De 1944 a 1945 Maria e Leônidas fizeram o mestrado em Saúde Pública na Escola de Higiene e Saúde Pública da Universidade Johns Hopkins, em Baltimore, Estados Unidos.

## Trajetória profissional
Em 1937, ainda estudante de Medicina, Maria trabalhou como assistente da Comissão Encarregada dos Estudos da Leishmaniose Visceral Americana e, posteriormente, do Serviço de Estudos das Grandes Endemias. Ambas as iniciativas foram comandadas por Evandro Chagas, cientista do Instituto Oswaldo Cruz, que investigava endemias rurais no interior do Pará.
Em 1939 transferiu-se para o Serviço de Malária do Nordeste (SMNE) e fez parte da bem-sucedida campanha de combate ao mosquito africano Anopheles gambiae, que provocou violenta epidemia de malária nos estados do Ceará e Rio Grande do Norte. Pelo SMNE participou também de estudos entomológicos que levaram à descrição de duas espécies novas de mosquitos encontrados no Ceará: Anopheles (Nyssorhynchus) sawyeri Causey, Deane, Deane & Sampaio, 1943 e Chagasia rozeboomi Causey, Deane & Deane, 1944.
Maria assumiu em 1942 a função de assistente do Departamento de Parasitologia do Serviço Especial de Saúde Pública (SESP), sediado no Instituto Evandro Chagas, em Belém. Entre 1945 e 1949 chefiou a Seção de Parasitologia do Laboratório Central da instituição. Enquanto esteve no SESP realizou estudos sobre malária, filariose, verminoses, tripanossomíases e leptospirose em vários pontos da Amazônia brasileira. Além disso, assinou a descrição de outra espécie nova de mosquito, o Anopheles (Nyssorhynchus) galvaoi Causey, Deane & Deane, 1943, oriundo do estado do Acre.
Em 1953, juntamente com o marido, ingressou na Faculdade de Medicina da Universidade de São Paulo. Sob a liderança do professor Samuel Pessoa, chefe do Departamento de Parasitologia, Maria e Leônidas desenvolveram estudos robustos sobre leishmaniose visceral e tripanossomíases, com destaque para o agente etiológico da doença de Chagas, o Trypanosoma cruzi.
Entre 1958 e 1959 a cientista chefiou o Laboratório de Entomologia da Campanha de Erradicação da Malária do Departamento Nacional de Endemias Rurais, do Ministério da Saúde. Em 1961, como professora assistente, foi para o Instituto de Medicina Tropical de São Paulo, vinculado à Faculdade de Medicina da USP. A partir de 1969 atuou na Faculdade de Medicina de Taubaté, interior de São Paulo, e na Universidade Federal de Minas Gerais, de 1971 a 1973.
Devido a questões políticas, profissionais e familiar decorrentes do pós-1964 no Brasil, os Deane exilaram-se voluntariamente em Portugal e Venezuela. Nesses países trabalharam no Instituto de Higiene e Medicina Tropical de Lisboa (1975-1976) e na Faculdade de Ciências da Saúde da Universidade de Carabobo (1976-1979), onde Maria participou da reestruturação do Departamento de Parasitologia.
Em 1980 o casal Deane ingressou na Fundação Oswaldo Cruz  (Fiocruz) após receber o convite de José Rodrigues Coura, vice-presidente de Pesquisa da instituição. Lotados no Instituto Oswaldo Cruz, Leônidas chefiou o Departamento de Entomologia e Maria, por breve período, o Centro de Microscopia Eletrônica. Em seguida a cientista exerceu os cargos de chefe do Departamento de Protozoologia (1980-1990), vice-diretora (1986-1988),  vice-diretora e chefe do Laboratório de Biologia de Tripanossomas (1992-1995). Ainda em 1988 integrou a comissão encarregada pela reestruturação dos cursos de pós-graduação do instituto.

## Morte
Maria José von Paumgartten Deane morreu em 13 de agosto de 1995, aos 79 anos, no Rio de Janeiro. Foi enterrada no Cemitério de São João Batista, em Botafogo. 

## Homenagens
Maria Deane e o marido receberam juntos o prêmio Oswaldo Cruz, da Academia de Medicina de São Paulo, pelo estudo sobre a epidemiologia da leishmaniose visceral no Ceará, em 1955, o prêmio Academia de Ciências do Terceiro Mundo, para ciências médicas básicas, em 1991, e os títulos de professora e professor honoris causa da Universidade Federal do Pará, em 1987.
Cinco espécies novas para a ciência foram também nomeadas em homenagem ao casal Deane: Flebotomus deanei Damasceno, Causey & Arouck, 1945, Triatoma deaneorum Galvão, Souza & Lima, 1967, Polychromophilus deanei Garnham, Lainson & Shaw, 1971, Dermatophagoides deanei Galvão & Guitton, 1986 e Anopheles (Nyssorhynchus) deaneorum Rosa-Freitas, 1989.

Em 2001, com o intuito de homenagear o trabalho pioneiro desenvolvido pelo casal na região Norte do país, a Fiocruz deu à sua unidade em Manaus o nome de Centro de Pesquisas Leônidas e Maria Deane, atual Instituto Leônidas & Maria Deane – FIOCRUZ/AMAZÔNIA. Já em 2008, a cientista foi homenageada pelo Instituto Oswaldo Cruz com a inauguração do Auditório Maria Deane, localizado no Pavilhão Leônidas Deane.